# Ohilimia
Ohilimia  (лат.) — род аранеоморфных пауков из подсемейства Agoriinae в семействе пауков-скакунов (Salticidae), включающий в себя всего два вида (см. тексит). Род, возможно, родственен родам Diolenius и Chalcolecta, которые имеют удлинённые передние лапки.

## Распространение
Встречаются во влажных лесах северо-восточной части Кейп-Йорка в Австралии, а также в Папуа-Новой Гвинее и Молуккских островах (Ternate и Kai Islands).

## Описание
O. albomaculata самый большой представитель в длину достигающий 7—8 мм, тогда как O. scutellata в длину достигает 5—7 мм.

## Виды
- Ohilimia albomaculata (Thorell, 1881) — Молуккские острова, Чендравасих typus
- Ohilimia scutellata (Kritscher, 1959) — Западные и Центральные провинции Папуа-Новой Гвинеи, Кейп-Йорк, Квинсленд